# Гордино (Московская область)
Гордино — деревня в городском округе Шаховская Московской области России.

## Население
| 1852 | 1859 | 1926 | 2002 | 2006 | 2010 |
| ---- | ---- | ---- | ---- | ---- | ---- |
| 264  | ↗265 | ↗331 | ↘79  | ↗92  | ↘59  |

По данным Всероссийской переписи 2010 года численность постоянного населения составила 59 человек (30 мужчин, 29 женщин).

## География
Расположена на автодороге Р90, примерно в 5 км к северу от районного центра — посёлка городского типа Шаховская, на левом берегу реки Лоби, впадающей в Шошу. В деревне две улицы — Майская и Шаховская, зарегистрировано одно садоводческое товарищество.
Соседние населённые пункты — деревни Елизарово, Акинькино и Шестаково. Автобусное сообщение с городом Тверью, пгт Шаховская и Лотошино.

## Исторические сведения
В середине XIX века деревня Гордино относилась ко 2-му стану Волоколамского уезда Московской губернии и принадлежала князю Михаилу Николаевичу Голицыну. В деревне было 23 двора, крестьян 130 душ мужского пола и 134 души женского.
В «Списке населённых мест» 1862 года — владельческая деревня 1-го стана Волоколамского уезда Московской губернии по правую сторону Московского тракта, шедшего от границы Зубцовского уезда на город Волоколамск, в 25 верстах от уездного города, при колодце, с 29 дворами и 265 жителями (136 мужчин, 129 женщин).
По данным на 1890 год входила в состав Плосковской волости, число душ мужского пола составляло 134 человека.
В 1913 году — 50 дворов.
По материалам Всесоюзной переписи населения 1926 года — центр Гординского сельсовета Судисловской волости, проживал 331 человек (143 мужчины, 188 женщин), насчитывалось 60 крестьянских хозяйств.
С 1929 года — населённый пункт в составе Шаховского района Московской области.
1994—2006 гг. — деревня Судисловского сельского округа Шаховского района.
2006—2015 гг. — деревня сельского поселения Раменское Шаховского района.
2015 — н. в. — деревня городского округа Шаховская Московской области.